# Lepidostemon rosularis
Lepidostemon rosularis là một loài thực vật có hoa trong họ Cải. Loài này được (K.C. Kuan & C.H. An) Al-Shehbaz mô tả khoa học đầu tiên năm 2000.